# Helen Shapiro
Helen Kate Shapiro (Bethnal Green, 1946. szeptember 28. –) angol rock and roll és blues énekesnő.
Már tizennégy éves kora előtt felismerte képességeit az énektanára, és a szülei is bátorították. A Susie and Hula Hoops iskolai zenekarban kezdett énekelni főleg Elvis Presley és Buddy Holly-dalokat. A Don’t Treat Me Like a Child című első felvételével harmadik lett a brit slágerlistán. A Walking Back To Happiness már első lett és az amerikai Billboardon is helyezést ért el. Ekkor tizenöt éves volt. Listavezetővé vált a No No Tresspassing/Not Responsible c. kislemezzel is (1963). Tizenhat éves korában elnyerte az év legjobb brit énekesnője címet.
Az évekig tartó óriási sikerek után a hetvenes években eltűnt a slágerlistákról. Rádió- és tévéműsorokat vezetett, rétegműsorok vették csak elő dalait, majd 1986-ban egy nosztalgia-albuma jelent meg.

## Nagylemezei
- Top With Me (1962)
- Helen in Nashville (1964)
- Helen Hits Out (1964)
- 12 Hits and a Miss Helen Shapiro (1965)
- Not Responsible. The Very Best (1997)
- Helen Shapiro at Abbey Road (1998)
- The Very Best of Helen Shapiro (2007)